# Christmas in L.A.
Christmas in L.A. è un singolo del gruppo rock statunitense The Killers, pubblicato nel dicembre 2013 e registrato insieme ai Dawes. Si tratta di un singolo natalizio, pubblicato come da tradizione ogni anno dal gruppo nel mese di dicembre.
La canzone è stata scritta da Brandon Flowers, Mark Stoermer e Taylor Goldsmith. Inoltre è accreditato anche Irving Berlin in quanto nel brano è presente un estratto del testo di White Christmas.

## Tracce
- Download digitale

1. Christmas in L.A. – 4:27

## Video
Il videoclip della canzone, uscito in concomitanza con il singolo, vede la partecipazione dell'attore Owen Wilson.